# Pactactes trimaculatus
Pactactes trimaculatus là một loài nhện trong họ Thomisidae.
Loài này thuộc chi Pactactes. Pactactes trimaculatus được Eugène Simon miêu tả năm 1895.